# C. Peter Henle
Christian Peter Henle (* 9. November 1938 in Duisburg) ist ein deutscher Unternehmer.

## Leben und Wirken
Henle wurde 1938 als zweiter Sohn von Günther Henle und Anne-Liese Henle (geb. Küpper), der Adoptivtochter des Industriellen Peter Klöckner, geboren.
Er übernahm verschiedene leitende Funktionen in der Klöckner & Co Unternehmensgruppe, bevor er geschäftsführender Gesellschafter und Vorsitzender der Gesamtleitung der Klöckner & Co Duisburg wurde. Diese Position übte er zuerst gemeinsam mit seinem Bruder Jörg Alexander aus, bevor er 1988 aus dem Unternehmen ausschied. Er war Vorstandsvorsitzender der Günter Henle Stiftung.
1967 heiratete er Susanne Beitz, die Tochter von Berthold Beitz.

## Ehrungen
- Großes Verdienstkreuz mit Stern der Bundesrepublik Deutschland